# Michael Bernard McPartland
Michael Bernard McPartland SMA (* 29. September 1939 in Middlesbrough, Großbritannien; † 6. April 2017 in Watford, Großbritannien) war ein römisch-katholischer Priester und von 2002 bis 2016 Apostolischer Präfekt der Apostolischen Präfektur Falklandinseln oder Malwinen, sowie Superior der Mission sui juris St. Helena, Ascension und Tristan da Cunha.

## Leben
McPartland wurde 1939, kurz nach Ausbruch des Zweiten Weltkriegs, im Nordosten Englands, in Middlesbrough geboren. Im Alter von 15 Jahren verließ er die Schule und war fünf Jahre lang als Verkäufer tätig, bevor er 1960 der British Army beitrat und elf Jahre lang als Soldat diente. Danach arbeitete McPartland bis 1973 für British Rail und trat im selben Jahr der Ordensgemeinschaft Société des missionaires d’Afrique (SMA) bei. Am 14. Mai 1978 empfing er das Sakrament der Priesterweihe. McPartland wurde dann in den Norden von Nigeria geschickt. 1982 wurde er in das Vereinigte Königreich zurückgerufen und übernahm dort für die nächsten 16 Jahre administrative Aufgaben. Im Juni 2001 wurde McPartland nach Nairobi, Kenia geschickt, bevor ihn Papst Johannes Paul II. im August 2002 zum Superior der Mission sui juris St. Helena, Ascension und Tristan da Cunha und zum Präfekten der Apostolischen Präfektur Falklandinseln oder Malwinen bestimmte.
Am 26. Oktober 2016 nahm Papst Franziskus seinen altersbedingten Rücktritt als Präfekt und Superior an.